# 1986 في إسبانيا
فيما يلي قوائم الأحداث التي وقعت خلال عام 1986 في إسبانيا.

## سياسة

### تعيين في المنصب
- 7 يوليو – خافيير سولانا عضو مجلس النواب الإسباني  [لغات أخرى]‏.
- 7 يوليو – خوسيه ماريا أثنار عضو مجلس النواب الإسباني  [لغات أخرى]‏.
- 7 يوليو – فيليبي غونثاليث عضو مجلس النواب الإسباني  [لغات أخرى]‏.
- 7 يوليو – ماريانو راخوي عضو مجلس النواب الإسباني  [لغات أخرى]‏.
- 9 يوليو – خوسيه لويس ثباتيرو عضو مجلس النواب الإسباني  [لغات أخرى]‏.
- 9 يوليو – مانويل فراغا عضو مجلس النواب الإسباني  [لغات أخرى]‏.
- 10 يوليو – أدولفو سواريث عضو مجلس النواب الإسباني  [لغات أخرى]‏.
- 10 يوليو – فرانثيسكو فيرنانديث أوردونييث عضو مجلس النواب الإسباني  [لغات أخرى]‏.
- 11 يوليو – رودريجو راتو عضو مجلس النواب الإسباني  [لغات أخرى]‏.

### انتهاء فترة المنصب
- 19 يناير – إنريكي تييرنو مستشار مدريد  [لغات أخرى]‏.
- 23 أبريل – أدولفو سواريث عضو مجلس النواب الإسباني  [لغات أخرى]‏.
- 23 أبريل – ألبرتو لوبيز عضو مجلس النواب الإسباني  [لغات أخرى]‏.
- 23 أبريل – خافيير سولانا عضو مجلس النواب الإسباني  [لغات أخرى]‏.
- 23 أبريل – سانتياغو كاريو عضو مجلس النواب الإسباني  [لغات أخرى]‏.
- 23 أبريل – فيليبي غونثاليث عضو مجلس النواب الإسباني  [لغات أخرى]‏.
- 23 أبريل – ليوبولدو كالبو صوطيلو عضو مجلس النواب الإسباني  [لغات أخرى]‏.
- 15 يوليو – خوسيه ماريا أثنار عضو مجلس النواب الإسباني  [لغات أخرى]‏.
- 15 يوليو – رودريجو راتو عضو مجلس النواب الإسباني  [لغات أخرى]‏.
- 15 يوليو – مانويل فراغا عضو مجلس النواب الإسباني  [لغات أخرى]‏.
- 1 سبتمبر – ألفريدو بيريث روبالكابا مدير عام التدريس الجامعي.
- 4 ديسمبر – ماريانو راخوي عضو مجلس النواب الإسباني  [لغات أخرى]‏.

## رياضة
- 1 يناير – بطولة كأس العالم لكرة السلة 1986
- 1 يناير – طواف إسبانيا 1986

## برامج ومسلسلات وأنمي
- حكيم الأقزام

## مواليد

### يناير
- 8 يناير – دافيد سيلفا لاعب كرة قدم إسباني.
- 12 يناير – ميغيل أنخيل نييتو لاعب كرة قدم إسباني.
- 21 يناير – خافي لوبيز لاعب كرة قدم إسباني.
- 21 يناير – سيزار أرزو أمبوستا لاعب كرة قدم إسباني.
- 23 يناير – بابلو أندوخار لاعب كرة مضرب إسباني.
- 23 يناير – خوسيه إنريكي لاعب كرة قدم إسباني.
- 28 يناير – ميغيل توريس لاعب كرة قدم إسباني.
- 31 يناير – أنخيل مارتينيز لاعب كرة قدم إسباني.

### فبراير
- 9 فبراير – خافي فلوريس لاعب كرة قدم إسباني.
- 10 فبراير – روبرتو خيمينيز غاغو لاعب كرة قدم إسباني.
- 14 فبراير – ديفيد رودريغيز سانتشيز لاعب كرة قدم إسباني.
- 18 فبراير – مارك توريخون لاعب كرة قدم إسباني.
- 19 فبراير – بابلو غالاردو لاعب كرة قدم إسباني.
- 22 فبراير – أبراهام مينيرو لاعب كرة قدم إسباني.
- 25 فبراير – إنريكي سولا لاعب كرة قدم إسباني.
- 26 فبراير – ناتشو مونريال لاعب كرة قدم إسباني.

### مارس
- 12 أبريل – مارسيل غرانوييرس لاعب كرة مضرب إسباني.
- 20 مارس – بنات انساوستي درّاج طريق إسباني.
- 21 مارس – ميتشو لاعب كرة قدم إسباني.
- 26 مارس – يويس ساستري لاعب كرة قدم إسباني.
- 29 مارس – زابيير كاستيلو لاعب كرة قدم إسباني.
- 30 مارس – سيرخيو راموس لاعب كرة قدم إسباني.
- 31 مارس – راؤول كابانياس لاعب كرة قدم سويسري.

### أبريل
- 2 أبريل – أيثامي أرتيليس أوليفا لاعب كرة قدم إسباني.
- 3 أبريل – سيرخيو سانتشيز أورتيغا لاعب كرة قدم إسباني.
- 4 أبريل – ماريا أسورمندي لاعبة كرة سلة إسبانية.
- 9 أبريل – كارلوس مارتينيز
- 12 أبريل – مارسيل غرانوييرس لاعب كرة مضرب إسباني.
- 15 أبريل – ميغيل بيدويا لاعب كرة قدم إسباني.
- 22 أبريل – سيسينيو غونزاليز مارتينيز لاعب كرة قدم إسباني.
- 23 أبريل – كارلوس ألفاريز سانشيز لاعب كرة قدم إسباني.
- 26 أبريل – مانو غارسيا لاعب كرة قدم إسباني.
- 30 أبريل – ألبا ماريا كابيو سبّاحة إيقاعي إسبانية.
- 30 أبريل – إيلينا روسيل متسابقة دراجات نارية إسبانية.

### مايو
- 5 مايو – إيفا فرنانديز بروجوز لاعبة كرة مضرب إسبانية.
- 5 مايو – ماركيل بيرغارا لاعب كرة قدم إسباني.
- 11 مايو – خافي ماركيز لاعب كرة قدم إسباني.
- 23 مايو – كارلوس سواريز لاعب كرة سلة إسباني.
- 26 مايو – أستريد بيرجيس فريسبي
- 27 مايو – غييرمو ألكايد لاعب كرة مضرب إسباني.

### يونيو
- 3 يونيو – رافاييل نادال لاعب كرة مضرب إسباني.
- 4 يونيو – أونا تشابلن ممثلة إسبانية.
- 6 يونيو – فرانسيسكو خوسيه بوريغو لاعب كرة قدم إسباني.
- 6 يونيو – مانو هيرفاس لاعب كرة قدم إسباني.
- 12 يونيو – سيرجيو رودريغيز لاعب كرة سلة إسباني.
- 12 يونيو – ماريو كاساس ممثل إسباني.
- 17 يونيو – إرنستو غالان لاعب كرة قدم إسباني.
- 19 يونيو – ميغيل دي لاس كويفاس لاعب كرة قدم إسباني.
- 26 يونيو – خيسكو لاعب كرة قدم إسباني.
- 27 يونيو – كارلوس مارتينز لاعب كرة قدم إسباني.
- 29 يونيو – خوسيه مانويل خورادو لاعب كرة قدم إسباني.

### يوليو
- 7 يوليو – ألفارو غارسيا كانتو لاعب كرة قدم إسباني.
- 11 يوليو – راؤول غارسيا لاعب كرة قدم إسباني.
- 11 يوليو – فيسنتي بيريز لاعب كرة قدم إسباني.
- 22 يوليو – خوان مانويل هرنانديز لاعب كرة قدم إسباني.

### أغسطس
- 3 أغسطس – سيرخيو ألفاريز لاعب كرة قدم إسباني.
- 9 أغسطس – خوسيه مانويل كاسادو لاعب كرة قدم إسباني.
- 31 أغسطس – فيسنتي باسكال لاعب كرة قدم إسباني.

### سبتمبر
- 2 سبتمبر – إفرين فاسكيز متسابق دراجات نارية إسباني.
- 5 سبتمبر – ميغيل بالادو لاعب كرة قدم إسباني.
- 14 سبتمبر – ميشيل جينر
- 20 سبتمبر – بابلو لوكاس لاعب كرة قدم إسباني.
- 27 سبتمبر – إنريكي خيريز متسابق دراجات نارية إسباني.
- 30 سبتمبر – خوان كانيياس لاعب كرة يد إسباني.

### أكتوبر
- 2 أكتوبر – كيكو كاسيا لاعب كرة قدم إسباني.
- 8 أكتوبر – باكو مونتانييس لاعب كرة قدم إسباني.
- 11 أكتوبر – أنطونيو فيرا لاعب كرة قدم إسباني.
- 15 أكتوبر – نوليتو لاعب كرة قدم إسباني.
- 17 أكتوبر – خوسيه آيكارت لاعب كرة قدم إسباني.
- 27 أكتوبر – آنا كروز
- 27 أكتوبر – ألبا فلوريس ممثلة إسبانية.
- 30 أكتوبر – هبة عبوك ممثلة إسبانية.

### نوفمبر
- 2 نوفمبر – هيكتور باربيرا متسابق دراجات نارية إسباني.
- 5 نوفمبر – خوان أوريول لاعب كرة قدم إسباني.
- 21 نوفمبر – شافي توريس لاعب كرة قدم إسباني.
- 23 نوفمبر – أليخاندرو ألفارو لاعب كرة قدم إسباني.
- 24 نوفمبر – بيدرو ليون لاعب كرة قدم إسباني.
- 28 نوفمبر – كيكو مارتينيز ملاكم إسباني.

### ديسمبر
- 4 ديسمبر – ماركوس غارسيا دراج أسباني.
- 12 ديسمبر – بيدرو سانشيز لاعب كرة قدم إسباني.
- 17 ديسمبر – أندريس فيرنانديز مورينو لاعب كرة قدم إسباني.

## وفيات

### يناير
- 19 يناير – إنريكي تييرنو (مواليد 1918)

### أغسطس
- 1 أغسطس – خوسيه فيدال (مواليد 1935) لاعب كرة قدم إسباني.
- 21 أغسطس – أغوستن ساوتو أرانا (مواليد 1908) لاعب كرة قدم إسباني.

### أكتوبر
- 25 أكتوبر – غيليرمو إيزاغويري (مواليد 1909) لاعب كرة قدم إسباني.

### نوفمبر
- 10 نوفمبر – فيسنتي ترويبا (مواليد 1905) درّاج طريق إسباني.